# Берёзовка (Докшицкий район)
Берёзовка (бел. Бярозаўка) — деревня в Докшицком районе Витебской области Белоруссии, в Крипульском сельсовете. Население — 169 человек (2019).

## География
Деревня находится километром западнее центра сельсовета, деревни Крипули и в 14 км к юго-западу от райцентра, города Докшицы. С юго-востока к Берёзовке примыкает деревня Вороны. В 4 км к юго-востоку от Берёзовки течёт река Поня, приток Березины, на которой здесь создана обширная сеть мелиорационных каналов.
Берёзовка находится близ границы с Вилейским районом Минской области. Рядом с деревней проходит шоссе Докшицы — Долгиново. Ближайшая ж/д станция находится в 11 километрах к северо-западу в агрогородке Парафьяново (линия Полоцк — Молодечно).

## История
Впервые Берёзовка упомянута в 1782 году. В то время имение принадлежало Хмелевским, но вскоре перешло к роду Свенторжецких.
В 1793 году в результате второго раздела Речи Посполитой Берёзовка вошла в состав Российской империи, где принадлежала Докшицкому уезду Минской губернии.
В XIX веке Свенторжецкие построили в имении усадьбу и деревянную католическую часовню.
После Советско-польской войны Берёзовка оказалось в составе межвоенной Польской Республики. В этот период некоторое время находилась во владении рода Козелло-Поклевских. С 1939 года — в составе БССР.
В 1949 году здесь образовали колхоз, который в 1990-е годы присоединили к колхозу Крипулей. Здание бывшей колхозной администрации было в 2002—2003 годах перестроено в католическую часовню.

## Достопримечательности
- Усадьба Свенторжецких (XIX век). Усадебный дом не сохранился, от усадьбы осталось здание винокурни и фрагменты парка
- Деревянная католическая часовня (XIX век). Разрушена, остались развалины
- Костёл Остробрамской Божией Матери. Перестроена в 2003 году из здания бывшей колхозной администрации